# Levi Jones
Levi J. Jones (Eloy, 24 agosto 1979) è un ex giocatore di football americano statunitense che ha militato nel ruolo di offensive tackle nella National Football League (NFL).

## Carriera

### Cincinnati Bengals
Al college Jones giocò a football ad Arizona State. Nel Draft NFL 2002 fu selezionato come decimo assoluto dai Cincinnati Bengals. Dopo la sua prima stagione fu inserito nella formazione ideale dei rookie dalla Pro Football Writers of America.
Il 25 luglio 2006 Jones firmò un'estensione contrattuale di sei anni del valore di 30 milioni di dollari con i Bengals.
Meno di un mese dopo che i Bengals scelsero da Alabama l'offensive tackle Andre Smith come sesto assoluto nel Draft NFL 2009, la squadra svincolò Jones il 6 maggio 2009.

### Washington Redskins
Il 20 ottobre 2009 Jones firmò come free agent con i Washington Redskins dove fu il tackle sinistro titolare nell'ultima stagione della carriera.

## Palmarès
- PFWA All-Rookie Team - 2002